# Richard Spong
Richard Spong (sinh ngày 23 tháng 9 năm 1983 ở Falun) là một cầu thủ bóng đá người Thụy Điển thi đấu ở vị trí tiền vệ.

## Sự nghiệp
Spong bắt đầu sự nghiệp với tư cách cầu thủ trẻ cùng với IK Frej và IF Brommapojkarna, trước khi chuyển đến Anh với Coventry City năm 1999 nơi anh chưa bao giờ ra sân cho đội một. Anh trở lại Thụy Điển năm 2002 cùng với Djurgårdens IF, sau đó kí hợp đồng với IFK Norrköping năm 2005. Anh ký hợp đồng cho GAIS tại mùa giải 2009.

## Danh hiệu

### Câu lạc bộ
Djurgårdens IF
- Allsvenskan:[2] 2003